# Geoffrey Coupé
Geoffrey Coupé (Frameries, 26 de gener de 1981) va ser un ciclista belga, que fou professional entre 2003 i 2011.
Un cop retirat s'ha dedicat a la direcció esportiva.